# Rachel Corrie
Rachel Corrie (Olympia, Washington, 1979. április 10. – Rafah Gázai övezet, Palesztina, 2003. március 16.) amerikai fiatal, aki a Nemzetközi Szolidaritási Mozgalomhoz csatlakozva Gázába ment, hogy tiltakozzék a palesztin területeken folyó izraeli katonai hadműveletek ellen. Egy palesztin orvos házának eldózerolásakor megpróbálta feltartóztatni Rafahban az izraeli hadsereg egy „Caterpillar D9”-es katonai buldózerét, ami keresztülment rajta.

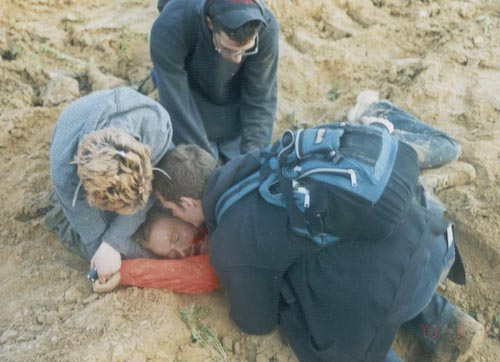
Rachel Corrie holtteste